# Glycosmis pseudoracemosa
Glycosmis pseudoracemosa är en vinruteväxtart som först beskrevs av André Guillaumin, och fick sitt nu gällande namn av Walter Tennyson Swingle. Glycosmis pseudoracemosa ingår i släktet Glycosmis och familjen vinruteväxter. Inga underarter finns listade i Catalogue of Life.